# Jake Kaminski
Jake Kaminski, född 11 augusti 1988 i Buffalo, New York, är en amerikansk bågskytt som tog OS-silver i lagtävlingen vid de olympiska bågskyttetävlingarna 2012 i London. Han tog även silver i lagtävlingen vid olympiska sommarspelen 2016 i Rio de Janeiro.